# 明覚寺 (防府市)
明覚寺（みょうがくじ）は、山口県防府市にある浄土真宗本願寺派の寺院である。
18世香川黙識は、楫取素彦と協力して、1892年（明治25年）4月、日本初の仏教系幼稚園である鞠生幼稚園を創設した。